# Takuma Sonoda
Takuma Sonoda (薗田 卓馬 Sonoda Takuma?, nacido el 14 de junio de 1993 en Kagoshima) es un futbolista japonés que se desempeña como delantero.

## Trayectoria

### Clubes
| Club              | País  | Año         |
| ----------------- | ----- | ----------- |
| Azul Claro Numazu | Japón | 2016 - 2017 |
| Tokushima Vortis  | Japón | 2018 -      |

## Estadística de carrera

### J. League
| Club              | Año   | J. League | J. League | Copa J. League | Copa J. League | Total | Total |
| Club              | Año   | Part.     | Goles     | Part.          | Goles          | Part. | Goles |
| ----------------- | ----- | --------- | --------- | -------------- | -------------- | ----- | ----- |
| Azul Claro Numazu | 2017  | 32        | 19        | -              | -              | 32    | 19    |
| Total             | Total | 32        | 19        | 0              | 0              | 32    | 19    |